# Aleksander Kolkowski
Aleks(ander) Kolkowski (* 1959 in London) ist ein englischer Violinist.

## Leben
Der Sohn spanischer und russischer Einwanderer besuchte das London College of Music und studierte an der Royal Academy of Music ab 1977 Violine bei Clarence Myerscough und ab 1978 mittelalterliche bzw. elektronische Musik bei Michael Graubart und Hugh Davies und Komposition bei Stanley Glasser.
Von 1982 bis 1985 arbeitete er als Schauspieler und Komponist, danach leitete er bis 1987 das London Musicians Collective. Er gründete 1987 The Scoop Music-Theatre Compagnie, 1988 Harbin’s Bed und 1992 das Media Luz Ensemble. Anfang der 1990er Jahre organisierte er mehrere multimediale Projekte in London, bevor er 1995 nach Berlin übersiedelte.

## Schaffen
Kolkowski gilt als bedeutender Interpret zeitgenössischer Musik und führte Werke u. a. von John Cage, Christian Wolff und Klaus Lang auf. Daneben arbeitete er in den 1980er Jahren auch mit Rockmusikern wie dem New-Wavemusiker Henry Badowski und der Punkrock-Gruppe The Damned.
1983 gründete er das Ubiquity Orchestra, eine Gruppe, die mit improvisierter Musik experimentierte. Seit 1985 machte er sich einen Namen im Jazzbereich, war Mitglied sowohl in Tristan Honsingers Streicherensemble mit Louis Moholo als auch in Tony Oxleys Celebration Orchestra und arbeitete mit Partnern wie Evan Parker, Phil Minton, Bill Dixon, Vladimir Tarasov, Conny Bauer, Sussan Deyhim und Sainkho Namtchylak. 
In Berlin gründete er mit Rudi Mahall, Axel Dörner und Matthias Bauer die Gruppe SPOK und arbeitete als Interpret u. a. mit den Komponisten Georg Katzer, Hermann Keller, Peter Ablinger, Helmut Zapf, Nader Mashayekhi und Richard Barrett. Daneben schuf er Performances mit Text, Tanz und Film wie Stage Fright (1994–98), das „hortikulturale Drama“ My Garden Makes Me Glad (seit 1996) und Violin Gymnastics (seit 1998). 
Mit Matthias Bauer und Jon Rose gründete er das Trio The Kryonics, in dem er mit historisch-technischen Apparaten wie Phonographen und Grammophonen und historischen Instrumenten wie der Trichtervioline (Stroh-Violine) experimentierte. 2000 erschien seine erste Solo-CD Portrait in Shellac. Außerdem gehörte Kolkowski Aki Takases Dempa Trio an. Zu hören ist er u. a. auch auf John Butchers Fluid Fixations (2024).

## Diskographie (Auswahl)
- Map of Moods mit dem Tristan Honsinger Quintet, 1996
- Portrait in Shellac für Stroh-Violine und Grammophon, 2000
- The Kryonics, 2001
- Vestige Vertical mit Michael Vorfeld, Mike Walz, 2001
- Nine Fragments: Dempa mit Aki Takase, Tony Buck, 2002
- NadelKurven, 2007
- Squall Line mit Ute Wassermann, 2011